# Comuna Dubove, Kovel
Dubove (în ucraineană Дубове) este o comună în raionul Kovel, regiunea Volînia, Ucraina, formată din satele Bahiv, Dubove (reședința) și Verbka.

## Demografie
Componența lingvistică a satului Dubove
     Ucraineană (98,57%)
     Rusă (1,16%)
     Alte limbi (0,23%)
Conform recensământului din 2001, majoritatea populației satului Dubove era vorbitoare de ucraineană (98,57%), existând în minoritate și vorbitori de rusă (1,16%).